# فيفارا
فيفارا (بالإيطالية: Vivara)‏ هي جزيرة تابعة لـبروسيدا، إحدى الجزر الرئيسية الثلاث في خليج نابولي. (الاثنتين الأخرتين هما إسكيا وقبرة).

## جغرافيا
يحيط فيفارا بروسيدا إلى الجنوب الغربي ويتصل بها عن طريق جسر، فيفارا هي سلسلة من التلال المتبقية على شكل هلال من فوهة بركانية قديمة ، وهي جزء من حقول فليجراين، وهي الآن محمية طبيعية تبلغ مساحتها 35.63 هكتارًا (88 فدانًا)، وقد تم إنشاؤها تحت دي ام. 24.06.02. في عام 1905 وصفها جوسيبي دي لورينزو على النحو التالي:
ما يبقى بلا ظلمة وبدون ألغاز، خارج الشك وعدم اليقين الأبدي للتحليل العلمي واضحًا في ضوء النهار، هو الرؤية الجمالية الخالصة هي الرؤية الجمالية الخالصة لـفوهة البركان فيفارا التي ترتفع من البحر الهائج بشكل حلو ومتناسق، بألوان منحدراتها ذات الألوان الساخنة، تخرج من صدرها عباءة خضراء من الأعشاب والنباتات، الذي يضحك علي ربيع دائم.

## تاريخ
كشفت الحفريات الأثرية[متى؟] عن شظايا من الفخار الميسيني / الهلادي المتأخر مع مادة بورتوأبينين وأبينين، مما يشير إلى موقع تجاري من العصر البرونزي الأوسط. وقد أنشأت عمليات المسح حول الساحل منشآت ساحلية غارقة، مما يشير إلى مرافق صيد وتجارة واسعة النطاق تصل الآن إلى 18 مترًا تحت خط الماء، من المفترض أن أدنى هذه التركيبات تسبق ثوران بركان أفيلينو في فيزوف، في حين أن بعض التركيبات اللاحقة قد تكون مرتبطة بالمواد الهلادية المتأخرة الموجودة في أماكن أخرى حول الجزيرة.

## وصلات خارجية
- مجموعة جزيرة فيفارا الطبيعية